# Abzima
Uma abzima (contracção do anticorpo e enzima em inglês: antibody + enzyme), também chamada catmab (anticorpo monoclonal catalítico, do inglês catalytic monoclonal antibody), ou simplesmente anticorpo catalítico, é um anticorpo monoclonal que apresenta actividade catalítica. Há abzimas produzidas artificialmente, mas também naturais. As abzimas são geralmente obtidas a partir de animais de laboratório que foram imunizados contra haptenos sintéticos, mas também podem encontrar-se abzimas naturais nos seres vivos, incluindo os humanos em normal estado de saúde e em pacientes com doenças autoimunes como o lúpus eritematoso sistémico, aos quais podem unir-se e hidrolisar o ADN. As abzimas naturais são cataliticamente muito diversificadas e podem ter actividade de DNase, RNase, ATPase e óxido-redutase, podendo fosforizar proteínas, lípidos e polissacarídeos. Um exemplo destas abzimas naturais são os auto-anticorpos anti-péptidos intestinais vaso-activos. Até ao momento as abzimas descobertas só mostram uma actividade catalítica fraca e bastante modesta e não demonstram apresentar uma utilidade prática. Porém, despertam um considerável interesse pelas suas potencialidades e propriedades. O seu estudo serviu para conhecer melhor os mecanismos de reacção, estrutura e função de enzimas, a catálise e o sistema imunitário.
As enzimas funcionam baixando a energia de activação do estado de transição duma reacção química, facilitando assim a formação dum intermediário molecular entre os reactivos e os produtos cuja formação doutro modo seria muito menos favorável. Se um anticorpo se desenvolve para que se una a uma molécula que é estrutural e electronicamente semelhante ao estado de transição duma determinada reacção química, o anticorpo desenvolvido unir-se-á ao estado de transição e estabilizá-lo-á, tal como faria uma enzima natural, baixando a energia de activação da reacção, e assim catalisando a reacção. Ao obtermos um anticorpo que se una a um análogo de estado de transição estável, estamos a produzir um tipo peculiar de enzima.
Até ao momento, todos os anticorpos catalíticos produzidos apresentam uma actividade catalítica débil. As razões que explicam esta baixa actividade catalítica foram muito discutidas. Uma das possibilidades indica que os factores para além do sítio de união podem desempenhar um papel importante, especialmente por meio da dinâmica das proteínas. Algumas abzimas foram transformadas pela engenharia para que usassem iões metálicos e outros co-factores para melhorar a sua actividade catalítica.

## História
Quem pela primeira vez sugeriu a possibilidade de catalisar uma reacção por meio de um anticorpo que se liga ao estado de transição foi William P. Jencks em 1969. Em 1994, Peter G. Schultz e Richard A. Lerner receberam o prestigioso Prémio Wolf de química pelo desenvolvimento de anticorpos catalíticos para muitas reacções e popularizaram o seu estudo na comunidade científica criando um importante ramo da enzimologia.

## Possível tratamento contra o VIH
Em 2008 publicou-se na revista Autoimmunity Review, um artigo em que os investigadores S. Planque, Sudhir Paul e Yasuhiro Nishiyama da Escola de Medicina da Universidade do Texas em Houston anunciavam que prepararam em engenharia uma abzima que degradava a região super-antigénica da proteína gp120 do vírus VIH necessária para ligar ao receptor celular das células B. A gp120 é uma proteína que faz parte da envoltura externa do VIH, que é a molécula mediante a qual esta se liga aos linfócitos T, as células chave para o funcionamento da imunidade mediada por células. Quando infectados pelo VIH os pacientes produzem anticorpos contra proteínas da envoltura do vírus, mas os anticorpos convencionais não são eficazes porque o vírus tem a capacidade de mudar as proteínas da sua envoltura rapidamente. Porém, neste caso o sítio super-antigénico da proteína gp120 (resíduos 421-433) é necessário para a ligação à célula do VIH, pelo que não muda nas diferentes cepas e é um ponto de vulnerabilidade para todas as populações variantes do VIH.
A abzima faz algo mais do que simplesmente ligar-se ao sítio, uma vez que cataliticamente destrói o sítio (por um mecanismo similar à de uma serina protease), deixando o vírus inerte, e depois pode, deste modo, atacar mais vírus VIH. Uma só molécula de abzima poderia destruir milhares de vírus VIH.